# Гайо Геррманн
Ганс-Йоахім (Гайо) Геррманн (нім. Hans-Joachim «Hajo» Herrmann; *1 серпня 1913, Кіль, Шлезвіг-Гольштейн, Німецька імперія — †5 листопада 2010, Дюссельдорф, Північний Рейн-Вестфалія, ФРН) — німецький пілот бомбардувальних і винищувальних частин Люфтваффе Другої світової війни, оберст. Один з найбільш високопоставлених і впливових офіцерів ВПС Третього Рейху.
Після війни, ставши адвокатом, присвятив своє життя захисту в судах нацистських і неонацистських діячів, вкрай правих радикальних політиків. Ніколи не приховував і відкрито заявляв про свою жорстку ревізіоністську позицію з Голокосту.

## Біографія
Гайо народився 1 серпня 1913 року в німецькому місті Кіль. Почав літати на планерах, будучи учнем місцевої гімназії.

### Друга світова війна
Військова кар'єра Геррманна почалася в 1935 року як офіцера піхотного полку Вермахту. У тому ж році був переведений до Люфтваффе.
У 1936 році, записавшись добровольцем до Легіону «Кондор», Гайо вирушив до Іспанії для підтримки прихильників Франциска Франко у Громадянській війні, що там розгорілася. Під час війни літав у складі бомбардувальної ескадри KG 4, скоїв у її складі нальоти на Мадрид, Більбао, Картахену, неодноразово удостоювався похвали від командування за свою сміливі дії в повітрі.
На ранніх етапах Другої світової війни як пілот «Heinkel He 111» Геррманн діяв у Польщі та Норвегії. У вересні 1939 брав участь у боях у Польщі. У січні 1940 III./KG4 перебазувалася на аеродром Люнебург за 45 км на південний схід від Гамбургу. Діючи звідти, «Хейнкелі» регулярно атакували кораблі союзників спочатку біля узбережжя Норвегії та в Північному морі, а потім і в районі Ла-Маншу.
У 1940, вже на посаді командира сьомої ескадрильї KG 4, Гайо взяв участь в битві за Британію, здійснив безліч вильотів на бомбардування наземних об'єктів Великої Британії. За активну участь в операції обер-лейтенант Геррманн був нагороджений Лицарським хрестом в жовтні того ж року.
У лютому 1941 року підрозділ Гайо було перекинуто на Сицилію. Базуючись в Італія, KG 4 вела підтримку піхотних частин Вермахту в мальтійської і грецької операціях. В одному з нальотів на порт грецького міста Пірей Геррманну вдалося скинути бомбу на корабель, що перевозив боєприпаси. У результаті здетонував зміст трюму судна і стався вибух величезної сили, що потопив ще одинадцять британських кораблів і серйозно пошкодив сам порт, після чого він не міг функціонувати багато місяців.
На початку наступного року Геррманна призначено командиром третьої групи KG 30. Підрозділ базувався в Норвегії і здійснював нальоти на арктичні конвої. Найбільшого успіху ескадра добилася при атаках на кораблі PQ-17. Організаторські здібності Гайо були помічені командуванням ВПС, і в липні 1942 року за особистим розпорядженням Германа Герінга Геррманна переведено в Генеральний штаб Люфтваффе, де став близькою довіреною особою рейхсмаршала. За час кар'єри льотчика-бомбардувальника Хайо здійснив понад 320 бойових вильотів, потопив 12 кораблів противника загальним тоннажем в 70 тисяч тонн. Тричі був збитий, стрибав з парашутом.
У Берліні Геррманн працював в групі «Т», що відала плануванням виробництва винищувачів і бомбардувальників. Незабаром після прибуття до розпорядження Генерального штабу Люфтваффе влітку 1942 року, Геррманн отримав призначення поповнити штат Оперативного штабу. У новій для себе іпостасі Гайо проявив свої найкращі тактичні, оперативні та новаторські якості. За його ініціативою в Люфтваффе була створена принципово нова тактика у віддзеркаленні нальотів бомбардувальної авіації союзників, що отримала назву «Дикий кабан» (нім. Wilde Sau). Першою подібною ескадрою стала Jagdgeschwader 300 — і Геррманна призначено її першим командиром. Тактика «Дикий кабан» являла собою використання винищувачів у режимі, так званої, «вільного полювання», більш притаманного денній авіації, з коригуванням дій спостерігачами зі землі. Гайо запропонував використовувати змінні патрулі біля міст і великих промислових об'єктів Німеччині — до того часу нічні винищувачі піднімалися у повітря лише при наближенні бомбардувальників противника. Результати не змусили себе чекати — літаки союзників просто не могли пробитися крізь щільні заслони «мисливців», найчастіше повертаючись на британські аеродроми, не виконавши мети. Але головною проблемою «Дикого кабана» були дуже високі втрати серед винищувачів Люфтваффе в результаті їх частих сутичок. Причина — неможливість зв'язку між винищувачами-«мисливцями» внаслідок дотримання повного радіомовчання. Незадоволене цими проблемами командування Люфтваффе обмежило використання тактики Гайо до початку 1944 року. Особисто взявши участь у відбитті нічних атак союзників, Геррманн збив 9 4-моторних бомбардувальника противника. У серпні 1943 року його нагороджено Дубовим листям до свого Лицарського хреста.
У грудні того ж року Геррманна призначено Інспектором Люфтваффе німецьких сил протиповітряної оборони. Через рік Хайо став Головним інспектором ППО і був удостоєний мечів до Лицарського хреста з Дубовим листям. У кінці 1944 року оберст Геррманн отримав нове призначення — командир 9-ї авіаційної дивізії люфтваффе.
У цей же час Гайо очолював проект ВПС Німеччини, що називався «Rammjäger» (пізніше отримав назву «Зондеркоманда Ельба» (нім. Sonderkommando Elbe). Сюди набиралися льотчики-добровольці, в основному у віці від 18 до 20 років, які навчалися на полегшених модифікаціях «Messerschmitt Bf.109». Ідея проекту полягала у створенні підрозділу, що літає на легких, вертких літаках, пілоти якого повинні таранити бомбардувальники супротивника, целя по хвосту або крилам. За задумом Геррманна такі дії повинні були б завдати відчутної шкоди ВПС союзників, тому що, незважаючи на очевидні втрати серед молодих пілотів Люфтваффе, мав би місце психологічний фактор камікадзе, який негативно б позначався на самовладання британських і американських льотчиків. «Ельба» була запущена в квітні 1945 року і, по суті, не мала часу проявити себе належним чином. 7 квітня з'єднання Геррманна з 138 «Месершмітів» вилетіло на перехоплення групи літаків ВПС США, що складалася з 1300 бомбардувальників і 830 літаків ескорту. У результаті годинного бою загинуло близько 60 молодих німецьких пілотів, на базу повернулося 50 винищувачів, втрати союзників при цьому були мінімальні — 14 «B-17» і один «B-24».
Прославлений німецький ас Адольф Галланд після війни назвав цю бійню «вбивством хлопчаків» і сказав, що «Геррманн є другим військовим злочинцем Люфтваффе після Герінга».

#### Нагороди
- Іспанський хрест в бронзі з Мечами
- Почесний Кубок Люфтваффе (28 грудня 1940 року)[3]
- Знак бойового пілота Люфтваффе у золоті з гравіруванням «300»
- Комбінований Знак Пілота-Спостерігача у золоті з діамантами
- Німецький хрест в золоті (5 червня 1942)
- Залізний хрест (1939) 1-го і 2-го ступеня
- Лицарський хрест з дубовим листям і Мечами
  - Лицарський хрест (13 жовтня 1940) — обер-лейтенант, командир 7-ї ескадрильї KG 4[4]
  - Дубові Листя (№ 269) (2 серпня 1943) — майор, командир JG 300[4]
  - Мечі (№ 43) (23 січня 1944) — оберст, Інспектор ППО Німеччини[4]

### Життя після війни
11 травня 1945 року в Австрії Хайо здався в полон радянським військам, провів десять років у таборах під Казанню і у Воркуті.
Після повернення до Німеччини він почав вивчати право і оселився в Дюссельдорфі. Отримавши ліцензію адвоката, Геррманн став відомим у Європі захисником нацистських та неонацистських діячів, вкрай правих радикальних політиків. Його клієнтами були Отто-Ернст Ремер, Девід Ірвінг, Фред Лейхтер та інші.
У 2008 році Геррманн відсвяткував своє 95-річчя. У травні 2010 року Хайо був почесним гостем «Дня національного опору» — Конференції німецьких ультраправих.
Помер у віці 97 років в Дюссельдорфі. Був найстаршим, з трьох живих на той час, кавалерів Лицарського Хреста з Дубовим листям і Мечами.

## Мультимедійні дані
- Hajo Hermann (Rede Teil 1) Trauermarsch Dresden 2009 [Архівовано 5 квітня 2022 у Wayback Machine.] (нім.)
- Hajo Hermann (Rede Teil 2) Trauermarsch Dresden 2009 [Архівовано 3 жовтня 2016 у Wayback Machine.] (нім.)
- Hajo Herrmann 95 Geburtstag Gedächtnisstätte Borna [Архівовано 12 жовтня 2016 у Wayback Machine.] (нім.)
- Real Heinkel He-111 bomber and B-17 tour inside and out [Архівовано 23 травня 2018 у Wayback Machine.]